# Kazumi Takahashi
Kazumi Takahashi (japanisch 高橋 和巳, Takahashi Kazumi; * 31. August 1931 in Ōsaka; † 3. Mai 1971) war ein japanischer Schriftsteller und Sinologe.

## Leben und Wirken
Takahashi studierte von 1951 bis 1959 Sinologie an der Universität Kyōto. Sein Spezialgebiet, über das er mehrere Arbeiten verfasste, war die chinesische Literatur während der Sechs Dynastien. Mit Kommilitonen gab er in dieser Zeit die Literaturzeitschriften Aruku und Taiwa heraus. 1954 heiratete er die Schriftstellerin Takako Okamoto. 1958 erschien sein erster Roman Sutego monogatari (捨子物語).
Nach dem Studium begann Takahashi an der Ritsumeikan-Universität zu unterrichten. 1966 wurde er Professor für chinesische Literatur an der Meiji-Universität, 1967 an der Universität Kyōto. Aus Solidarität mit revoltierenden Studenten beendete er seine Lehrtätigkeit Anfang 1970.
Seinen Ruf als Schriftsteller etablierte Takahashi mit den Romanen Hi no utsuwa (悲の器; „Gefäß der Traurigkeit“, 1962) und Jashūmon (邪宗門; „Ketzerglauben“, 1965). Daneben verfasste er zahlreiche Kurzgeschichten, Novellen sowie literaturtheoretische und -kritische Essays. 1971 starb er an Darmkrebs.
Sein Essay Leiden der Literatur findet sich im Band Blüten im Wind (Tübingen 1981).